# Annona cristalensis
Annona cristalensis es una especie de árbol perteneciente a la familia Annonaceae.  Es originaria de Cuba.

## Distribución
Se encuentra ema Sierra Cristal, Sierra Micara y la zona alta Toa, en el noreste de Cuba. Es un árbol raro, que alcanza un tamaño de hasta 8 m de altura, que se encuentra en los bosques montanos y bosques en suelos ferríticos derivados de roca serpentina.

## Taxonomía
Annona cristalensis fue descrita por  (Alain) Borhidi & Moncada y publicado en Acta agronomica academiae scientiarum hungaricae 27: 428. 1978.
Etimología
Annona: nombre genérico que deriva del  Taíno Annon.
cristalensis: epíteto geográfico que alude a su localización en Sierra Cristal.
Sinonimia
- Xylopia cristalensis Alain[4]